# Patrick Gruau
Patrick Gruau, né le 28 janvier 1956 à Laval (Mayenne), est un dirigeant d'entreprise. Depuis 1984, il est à la tête du groupe éponyme Gruau, entreprise française de carrosserie et de transformation de véhicules professionnels. Le groupe a fêté ses 130 ans en 2019.

## Origine, études et vie privée
Patrick Gruau est le descendant de quatre générations qui se sont succédé avant lui à la tête de l'entreprise du même nom. Fils de René Gruau, il est lui-même père de trois enfants (Delphine, Guillaume et Anne-Sophie) qui siègent au Conseil de Surveillance du groupe depuis 2018. 

## Parcours professionnel
Cinquième capitaine d’une lignée de carrossiers, il grandit à quelques mètres des ateliers de l’usine. Après un Bac E et un passage de 2 ans à l'ESTACA, il poursuit ses études par un DUT de gestion puis entre dans l'entreprise en 1980 en qualité de responsable commercial avec pour mission de développer Gruau sur la moitié Est de la France, puis dans la région Ile-de-France et devient par la suite directeur des ventes.

### Ses débuts dans l'entreprise
L'année de ses 28 ans, son père, René Gruau, est emporté par un cancer foudroyant. Patrick Gruau lui succède officiellement en janvier 1985. Il devient alors la cinquième génération de Gruau à occuper ce poste.

### Un nouveau style de management
Patrick Gruau se rend au Japon et aux États-Unis pour découvrir et apprendre des entreprises leaders dans leur secteur. De ses voyages, il revient avec une vision managériale qui repose sur le management participatif et l'amélioration continue.
En 1985, Patrick Gruau met en place un management par la qualité totale (ou amélioration continue) qui transforme profondément le mode de fonctionnement et l'organisation de l'entreprise. Il prend aussi la présidence du Mouvement français pour la qualité (MFQ) Région Ouest pour promouvoir cette démarche auprès de PME et de grandes entreprises des territoires bretons et ligériens. Les progrès réalisés sont récompensés, en 1993 par la certification ISO (Gruau devient le premier carrossier européen à être certifié ISO 9000) et en mars 1995, par le prix français de la qualité, remis par Édouard Balladur, alors Premier ministre.
La démarche Qualité Totale donne aussi naissance, en 1988, au premier projet d'entreprise fédérant l'ensemble des équipes autour d'un objectif : recentrer Gruau sur les véhicules utilitaires 3,5 tonnes. Cinq autres projets se succéderont et constitueront la colonne vertébrale de la stratégie et de l'organisation du groupe.
Ensuite, il ne va cesser de faire évoluer son management en veillant à impliquer et responsabiliser chaque salarié pour garantir pérennité et développement du groupe : faire passer l'humain avant la finance, le long terme avant le court terme, le travail d'équipe avant les actions individuelles.

### La croissance externe et l'internationalisation
Convaincu que dans le domaine du véhicule utilitaire la proximité fait vendre, Patrick Gruau mettra en place en 1990 le premier réseau de distribution de carrosseries en kit, par le biais de carrossiers qualifiés et agréés, qui deviendra 20 ans plus tard le premier réseau français.
Pour développer l'entreprise, Patrick Gruau va entamer une politique de croissance externe en rachetant des marques à fort savoir-faire, reconnues comme référentes dans leur domaine. Après l’acquisition de Enac-Sapa en 1987 qui deviendra Gruau Paris, Ducarme en 1991, Picot et Désile-Agathon -Désile (Gruau Le Mans) en 1995, Petit et Sanicar en 2001, Labbé en 2002, celle de Gifa-Collet en 2010, il rachète Lanéry en 2013. Après captation d’un marché d’aménagement de minibus, Gruau crée Gruau Lorraine au pied de l’usine Renault Batilly.
À la suite de ses nombreux voyages, il constate que le niveau de performance et de compétitivité de la carrosserie européenne est bien supérieur à ce qu’il se fait ailleurs aux États-Unis ou en Asie. Il va alors lancer une stratégie d’internationalisation comme principal levier de croissance. Cela commence par une implantation en Pologne en 2001, en Espagne en 2003 puis en Algérie en 2009. En 2015, c’est vers les États-Unis que Gruau poursuit son développement. En 2016, Gruau signe un accord avec l’allemand Sortimo, spécialiste des systèmes de rangement pour VU, et entre au capital de Sortimo France à hauteur de 50 %. En 2017, il reprend le spécialiste Italien de la benne aluminium Onnicar.
En 2018, à l'aube du lancement de son 6ème Projet d'Entreprise, le Projet 2022, fixant la stratégie de développement à l'international, le Groupe signe son premier contrat de partenariat en Chine avec le constructeur BSV (Brillance Special Vehicle). Cette collaboration porte sur le transfert du savoir-faire de Gruau vers son partenaire chinois dans les domaines de l’ambulance et du véhicule isotherme. La même année, il s'implante en Allemagne et crée Gruau Deutschland dans l’objectif de développer l’activité sur ce marché stratégique en étoffant son réseau de carrossiers-distributeurs partenaires, au plus près des clients et de leurs besoins. Une stratégie de conquête de nouveaux marchés qui doit permettre de doubler le chiffre d’affaires réalisé à l’international d’ici 2022.

### L'engagement dans un développement durable et raisonné
Sensible aux enjeux sociétaux de l’époque, Patrick Gruau veille à développer l’activité du groupe dans le respect de la société qui l’entoure. Et après avoir lancé une démarche de qualité totale puis une démarche centrée sur l’innovation, il met en place en 2008 la démarche BlueGreen qui vise à faire cohabiter trois valeurs : l’efficacité économique, la valeur ajoutée sociétale et l’engagement environnemental.
Côté produits, cet engagement se traduit par l’électrification du Microbus, un véhicule de transport urbain de personnes conçu par Gruau et commercialisé en version thermique en 2005, puis le lancement du premier utilitaire 3,5 tonnes électrique, l’Électron en 2011, puis en 2016 de l'Électron II doté d’une chaine de traction électrique conçue par Gruau, permettant à l’entreprise de disposer aujourd’hui d’une expertise et d’une riche expérience dans la mobilité propre. L’innovation reste au cœur de l’activité du carrossier qui, pour accompagner l’essor de l’e-commerce et l’urbanisation de la société, développe en plus de ses offres traditionnelles des solutions de livraison du dernier mètre (robot électrique autonome capable de suivre un facteur) et de services associés (location longue durée, transformations neuves sur véhicules d’occasion…).
Début 2018, dans le cadre du Projet d’entreprise 2022, Gruau réaffirme son engagement dans un développement durable et raisonné qui tend vers la numérisation du groupe, une stratégie qui place le « mieux avant le plus ». La culture client, l’esprit d’équipe, l’engagement envers les autres et l’audace d’innover restent les valeurs clés de cette entreprise familiale qui a fêter ses 130 ans en 2019. Un anniversaire célébré le 24 mai 2019 par l’inauguration de l’Aventure Gruau, un espace patrimoine qui retrace l’histoire du groupe lavallois - à travers un fonds d'archives valorisé dans un parcours scénographié -, explique sa philosophie et présente sa vision d’avenir.

## Passion Sport Automobile
Son père, commissaire de stand aux 24 Heures du Mans, lui fait découvrir la célèbre course mancelle à l’âge de 6 ans. Depuis, il ne s’est jamais éloigné du monde de la course automobile, soit le long des circuits armé d’un appareil photo (la photographie constitue sa deuxième passion), soit lui-même au volant d’une voiture de course. Membre du comité de direction de l’Automobile Club de l'Ouest depuis 2008, il occupe le poste de président adjoint, depuis 2012, aux côtés du président Pierre Fillon.

## Distinctions et décorations
- 2004 : Chevalier de l'Ordre national du mérite
- 2012 : Chevalier de la Légion d'honneur (décret du 13 juillet 2012)[42]
- 2016 : Prix de l'entrepreneur de l'année EY - L'Express pour la région Ouest[43].
- 2019 : Chevalier de l’Ordre de Lafayette